# Washington, Arkansas
Washington är en ort i Hempstead County i Arkansas. Vid 2020 års folkräkning hade Washington 94 invånare.